# Saint-Martin-de-Ribérac
Saint-Martin-de-Ribérac is een gemeente in het Franse departement Dordogne (regio Nouvelle-Aquitaine) en telt 654 inwoners (1999). De plaats maakt deel uit van het arrondissement Périgueux.

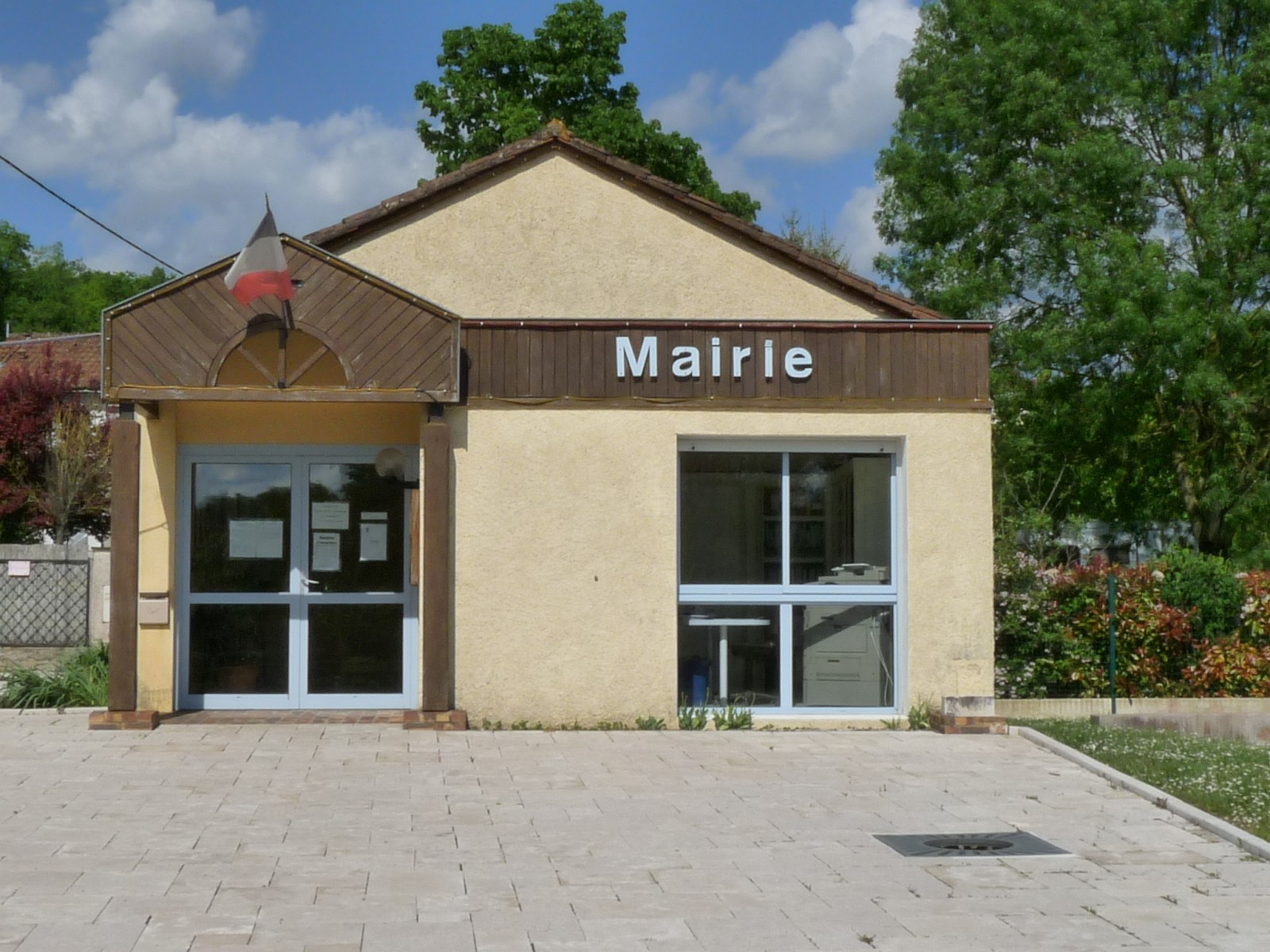
Gemeentehuis
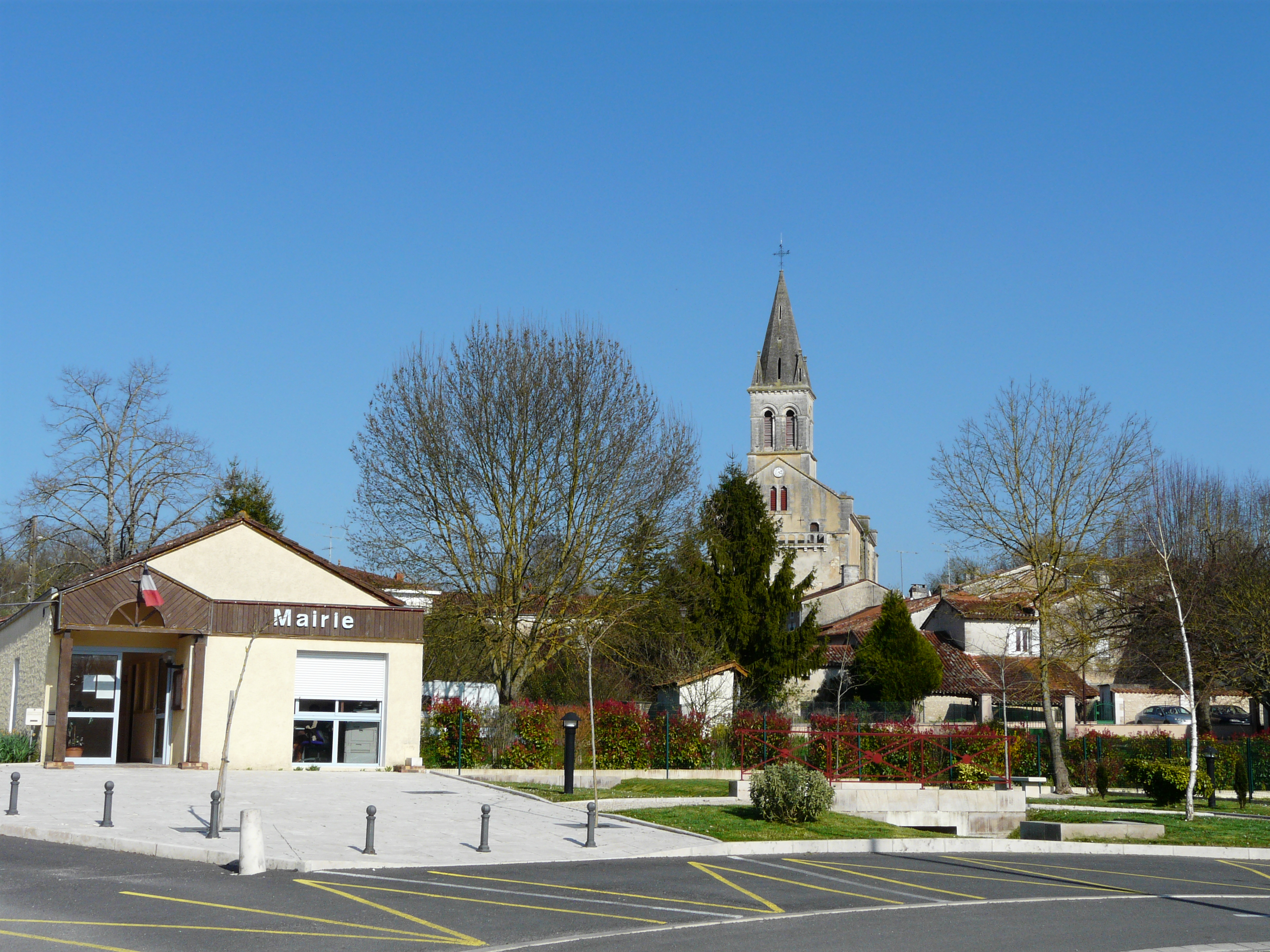
Centrum van Saint-Martin-de-Ribérac
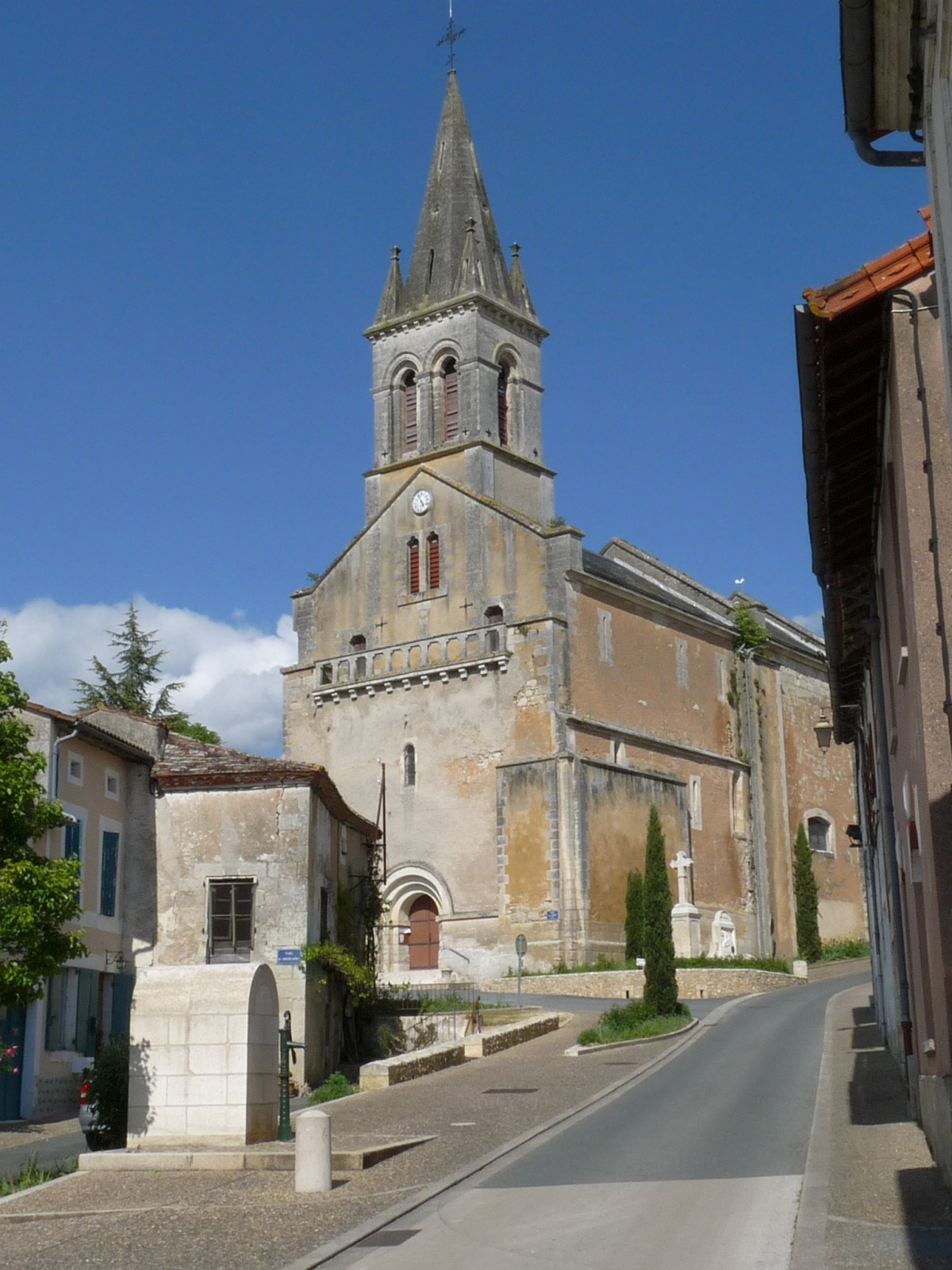
Kerk van Saint-Martin-de-Ribérac

## Geografie
De oppervlakte van Saint-Martin-de-Ribérac bedraagt 16,4 km², de bevolkingsdichtheid is 39,9 inwoners per km².
De onderstaande kaart toont de ligging van Saint-Martin-de-Ribérac met de belangrijkste infrastructuur en aangrenzende gemeenten.

## Demografie
Onderstaande figuur toont het verloop van het inwonertal (bron: INSEE-tellingen).